# Maria Szembekowa
Maria z Fredrów h. Bończa Szembekowa (ur. 5 stycznia 1862 we Lwowie, zm. 4 stycznia 1937 w Przyłbicach) – polska działaczka społeczna, pisarka.

## Życiorys
Córka Marii z Mierów i Jana Aleksandra Fredry, wnuczka Aleksandra Fredry. 
2 czerwca 1881 roku wyszła za mąż za hrabiego Piotra Szembeka z Siemianic k. Kępna, dokąd się przeprowadziła po ślubie. Mieli troje dzieci: Jadwigę, Zofię oraz Aleksandra.
Znana z działań społecznych i narodowościowych. Założyła tajną polską szkółkę, gdzie uczono języka polskiego i polskiej historii, aby uchronić polskie dzieci i młodzież przed germanizacją. W swoim pałacu stworzyła także znaczący ośrodek kultury polskiej. Zgromadziła tam większość pamiątek odziedziczonych po Fredrach. Autorka wielu krótkich form literackich (szkice biograficzne, fraszki, gawędy, nowele) oraz wspomnień o Aleksandrze Fredrze.
Zmarła na atak serca 4 stycznia 1937 w Przyłbicach.

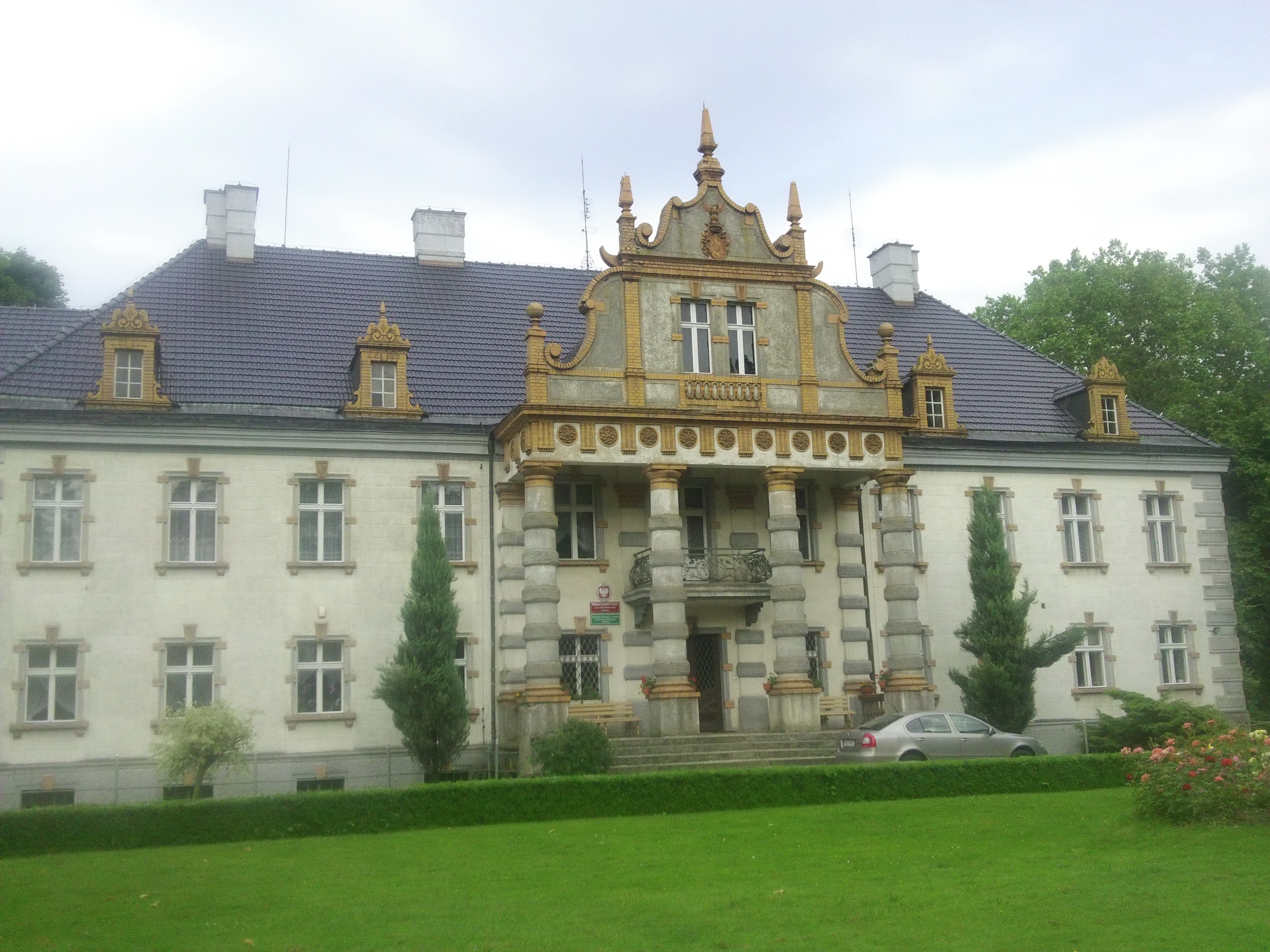
Pałac Szembeków

## Ordery i odznaczenia
- Krzyż Oficerski Orderu Odrodzenia Polski (7 listopada 1925)[1]

## Upamiętnienie
Uhonorowana ulicą swojego imienia w Ostrowie Wielkopolskim oraz na poznańskim Strzeszynie.

## Twórczość
- Pogrzeb (dramat)
- Same tajemnice (powieść dla dzieci)
- W błędnym kole (zbiór wierszy)